# Spelobia manicata
Spelobia manicata är en tvåvingeart som först beskrevs av Richards 1927.  Spelobia manicata ingår i släktet Spelobia, och familjen hoppflugor. Arten är reproducerande i Sverige.